# Гёртемакер, Хайке
Хайке Б. Гёртемакер (нем. Heike B. Görtemaker; род. 1964, Бенсхайм) — немецкий историк. Получила известность благодаря биографиям Маргрет Бовери и Евы Браун.

## Биография
Хайке Гёртемакер изучала историю, экономику и германистику в Свободном университете Берлина и Индианском университете. В 2004 году в Свободном университете Берлина защитила докторскую диссертацию по теме «Маргрет Бовери. Журналистика и политика в процессе трансформации национал-социалистической диктатуры в федеративную республику». В 2010 году выпустила биографию Евы Браун в 350 страниц, которая была переведена на 11 языков. Супруга историка Манфреда Гёртемакера.

## Труды
- Ein deutsches Leben. Die Geschichte der Margret Boveri, 1900—1975. Beck, München 2005, ISBN 3-406-52873-2.
- Eva Braun. Leben mit Hitler. Beck, München 2010, ISBN 978-3-406-58514-2.
- Die Tafeln als potentielles Arbeitsfeld der Sozialpädagogik. Rhombos, Berlin 2010, ISBN 978-3-941216-19-8.